# Camposancos (Lalín)
Camposancos (oficialmente San Cristovo de Camposancos) es una parroquia española del municipio de Lalín, perteneciente a la provincia de Pontevedra, en la comunidad autónoma de Galicia.

## Historia
Hacia mediados del siglo XIX, el lugar, ya por entonces perteneciente a Lalín, tenía contabilizada una población de ochenta habitantes. Aparece descrito en el quinto volumen del Diccionario geográfico-estadístico-histórico de España y sus posesiones de Ultramar de Pascual Madoz con las siguientes palabras:

CAMPOSANCOS (San Crstobal de): felig. en la prov. de Pontevedra (11 leg.), part. jud. y ayunt. de Lalin (1), dióc. de Lugo (10): sit. en la falda oriental del monte Carrio á la izq. del r. Arnego, con libre ventilacion y clima sano. Comprende ademas de las de su nombre, las ald. de Chaves, Goleta y Mato, que reunen unas 20 casas. La ilg. parr. dedicada á San Cristoval es aneja de la de San Miguel de Galegos: con la cual confina y con las de Vale y Palio. El terreno participa de monte y llano; escasea de arbolado, pero abunda en tojo, helecho, y sustanciosas yerbas de pasto. Los caminos dirigen á las felig. comarcanas, y se hallan en mal estado; el correo se recibe en Lalin. prod.; trigo, centeno, maiz, panizo, patatas, legumbres y hortaliza: sostiene ganado vacuno, mular lanar y cabrio; hay caza de varias especies; y pesca de anguilas y frutas en el r. Arnego. pobl.: 18 vec., 80 alm. contr. con su ayunt. (V.)
(Madoz, 1846, p. 384)

En 2022, tenía empadronados 66 habitantes.